# Сила любви и голоса
«Сила любви и голоса» — украинский музыкальный автобиографический фильм об украинской певице Тине Кароль. Слоган фильма «Сценарий, написанный жизнью». Премьера прошла 14 февраля 2014 года. Фильм состоит из концертных номеров певицы и документальной истории, съёмки которой длились более трёх месяцев. Съёмочная группа постоянно находилась рядом с Тиной, раскрывая её личность и духовную философию через призму реальной жизни.

## Сюжет
«Сила любви и голоса» — это трогательная и полная любви и музыки история реального человека, человека сильного и волевого, человека, который своим примером и творчеством вдохновляет других жить.
Это история о любви и преданности, о семье и верности. Это история не о конкретных мужчинах и женщинах, это история о нас с вами. О том, как важно любить и ценить каждый миг. Тина Кароль об этом говорит впервые, настолько откровенно, и ей даётся это непросто. Лицо хозяина видно сразу на пороге. Красивая картина дома является символом семьи и преданности. В кабинете её мужа, до их знакомства, висели изображения Че Гевары. Она нашла эти фотографии и снова их там развесила. Здесь всё его и всё рассказывает о нём.

## В ролях
- Тина Кароль — играет саму себя

## Производство
1+1 и Тина Кароль сняли совместный документально-музыкальный фильм о творческом и жизненном пути певицы под названием «Сила любви и голоса», который выйдет в эфире нового сезона канала 1+1.
Над фильмом работали «1+1 Production», творческий коллектив певицы, режиссёр-постановщик Елена Коляденко, балет Freedom и креативный продюсер Олег Бондарчук.
Это уникальный кинопроект, который объединил в себе музыку и личную историю певицы, которая поёт так же сильно, как и любит. Фильм состоит из концертных номеров Тины Кароль и документальной истории, съёмки которой продолжались более трёх месяцев.
В основу фильма легли интервью Тины Кароль, в котором она откровенно и честно говорит со своими зрителями на языке жизни и правды, зная, что, возможно, её слова для кого-то станут спасением и вдохновением жить. Музыкальные номера рождаются на сцене, вокруг которой сидят зрители, наблюдающие за Тиной Кароль, которая как на ладони не может спрятаться и выполняет свои пророческие песни в сопровождении живого бэнда музыкантов и балета Freedom. Декорации концерта напоминают полуразрушенный дом, как символ разрушенного сердца певицы.

## Релиз
11 февраля 2014 в кинотеатре «Киев» состоялся допремьерный показ проекта телеканала «1+1» — документального фильма о жизни и творчестве Тины Кароль «Сила любви и голоса».
«Этот фильм о любви, молитве и вере. О вере — как движущей силе. О молитве — как об опоре, о чистой духовности. И о любви — как о преданности. Я искренне признаюсь, что не видела этот фильм, и невероятно волнуюсь. Приятного просмотра», — сказала Кароль
14 февраля 2014 «Сила любви и голоса» вышел на экраны телеканала 1+1 в вечернем эфире.

## Награды и премии
Картина о жизни украинской певицы Тины Кароль «Сила любви и голоса» победила на Международном кинофестивале AOF International Film Festival в США. Фильм получил награду в номинации «Лучший документальный фильм».